# Temple (Geórgia)
Temple é uma cidade localizada no estado americano de Geórgia, no Condado de Carroll e Condado de Haralson.

## Demografia
Segundo o censo americano de 2000, a sua população era de 2383 habitantes.
Em 2006, foi estimada uma população de 4050, um aumento de 1667 (70.0%).

## Geografia
De acordo com o United States Census Bureau tem uma área de 17,7 km², dos quais 17,5 km² cobertos por terra e 0,2 km² cobertos por água. Temple localiza-se a aproximadamente 378 m acima do nível do mar.

## Localidades na vizinhança
O diagrama seguinte representa as localidades num raio de 20 km ao redor de Temple.